# Jelše (gmina Krško)
Jelše – wieś w Słowenii, w gminie Krško. W 2018 roku liczyła 131 mieszkańców.